# Mass Effect: Andromeda
Mass Effect: Andromeda ist ein Action-Rollenspiel mit Third-Person-Shooter-Elementen aus dem Hause BioWare. Das Spiel ist Teil des Mass-Effect-Franchises und bildet den Startpunkt einer neuen Reihe. Das Spiel wurde offiziell am 15. Juni 2015 während der Pressekonferenz des Publishers Electronic Arts auf der E3 2015 vorgestellt. Mass Effect: Andromeda erschien in Nordamerika am 21. März 2017 und in Europa am 23. März 2017.

## Spielprinzip
Mass Effect: Andromeda ist ein Action-Rollenspiel, in dem der Spieler entweder Sara oder Scott Ryder aus der Third-Person-Perspektive steuert.
Im Gegensatz zu den vorherigen Teilen, in denen sich der Spieler für eine von sechs Charakterklassen mit vorgegebenen Fähigkeiten zu entscheiden hatte, hat man nun die freie Wahl, welche Fähigkeiten man haben will. Punkte, die bestimmten Fähigkeiten zugeordnet wurden, können jederzeit neu zugeordnet werden, so dass man mit mehreren Gameplay-Ansätzen experimentieren kann, ohne das Spiel neu starten und ihre Fähigkeiten von Grund auf neu aufbauen zu müssen.
Das Spiel verfügt über eine offene Spielwelt, die ähnlich zu der Welt der ursprünglichen Mass-Effect-Spielreihe ist. Der Spieler hat die Möglichkeit, entweder einen männlichen oder einen weiblichen menschlichen Charakter zu spielen. Der Spieler ist in der Lage, das wiedereingeführte und anpassbare sechsrädrige Fahrzeug Nomad zu steuern, um die neuen Planeten im Spiel zu erkunden. Der E3 2016 Trailer zeigte, dass, ähnlich wie die Normandy aus der Vorgänger-Serie, ein Raumschiff mit dem Namen Tempest unter dem Kommando des Spielers steht. Das Spiel bietet verschiedene Planeten zum Erkunden, jeder mit seinen eigenen Eigenschaften. Ähnlich wie seine Vorgänger, besitzt es wieder einen Dialog-Baum, Entscheidungen, romantische Beziehungen mit Begleitern und einen kooperativen Mehrspielermodus.
Das Spiel spielt mehrere Jahrhunderte nach den Ereignissen der ersten drei Mass-Effect-Spiele in der Andromedagalaxie. Der Handlungsstrang beginnt während der Geschehnisse von Mass Effect 2, der Verlauf trennt sich jedoch von den Ereignissen des dritten Teils.

## Vorgeschichte
Die Andromeda Initiative startet im Jahr 2185 die vier Archen Hyperion, Leusinia, Natanus und Parssero in Richtung Andromeda. Ihr Ziel ist es, in Andromeda neue Welten zu entdecken und zu kolonisieren. Jede Arche hat in etwa 20.000 Kolonisten einer Milchstraßen-Spezies an Bord und verfügt über einen Pathfinder sowie über die Künstliche Intelligenz SAM (Simulierte Adaptive Matrix). Die Arche Hyperion beherbergt die Menschen, die Leusinia ist die Arche der Asari, auf der Natanus befinden sich die Turianer und die Parssero beherbergt die salarianische Population. Die Reise nach Andromeda dauert ungefähr 600 Jahre. Die Kolonisten verbringen die lange Reise in Kryostase. Die Aufgabe des Pathfinders ist es neue Planeten für die Andromeda Initiative zu finden, diese auf Lebenstauglichkeit zu prüfen und darauf einen Außenposten zur Kolonisierung zu errichten. Dem Pathfinder stehen dafür ein Pathfinder-Team mit Spezialisten, die KI SAM, das Raumschiff Tempest sowie das Bodenfahrzeug Nomad ND-1 zur Verfügung. Als Ankerpunkt der Archen und Basis für die Pathfinder sowie als Koordinierungsstelle für die Kolonisierung dient dabei die Raumstation Nexus, die schon vor den Archen im halbfertigen Zustand auf die Reise geschickt wurde. Auch die Nexus hat Kolonisten an Bord. Sie sollten nach der Ankunft in Andromeda die Raumstation fertig stellen und die anderen Kolonisten bei der Aufhebung der Stasis und bei der Kolonisierung helfen.
Die Nexus kollidiert bei ihrer Ankunft mit der Geißel, worauf die Station beträchtlichen Schaden nimmt. Einige Kryo-Einheiten werden so stark beschädigt, dass die Personen in den Kryo-Einheiten ums Leben kommen. Darunter fast die komplette Führungs-Etage der Andromeda Initiative. Zur selben Zeit wird Jien Garson, die Gründerin der Andromeda Initiative, in ihrem Quartier im noch abgeschotteten Bereich der Nexus ermordet. Der Mord wird nicht weiter untersucht, sondern wird als Unfall während der Geißel-Katastrophe abgetan. Weiterhin bleibt die Ankunft der Archen aus, was zur Beunruhigung unter der Besatzung der Raumstation führt. Die übrig gebliebene Führung macht auf die Besatzung den Eindruck als hätten sie keinen Plan. Dieser Umstand führt zu einem Aufstand an Bord der Station. Der Aufstand wird, unter der Bedingung, dass die Kroganer mehr Mitbestimmungsrecht bekommen, von den Kroganern niedergeschlagen und die Aufständler werden von der Station verbannt und fortan als Exilanten bezeichnet. Die Exilanten siedeln sich auf Kadera, unter der Führung von Sloan Kelly, an. Die Nexus-Führung will, nach dem Aufstand, von der Mitbestimmung der Kroganer nichts mehr wissen, woraufhin die Kroganer ebenfalls die Nexus verlassen und sich auf Elaaden die Kolonie Neu-Tuchanka aufbauen. Als Folge der Geißel-Katastrophe und des Aufstandes leidet die Station an Ressourcen-Mangel, weshalb die Reparatur und Fertigstellung der Nexus auf Eis gelegt wird.

## Handlung
Scott und Sara sind Zwillinge und sind die Kinder von Alec Ryder, einem ehemaligen N7-Soldaten und Pathfinder der Arche Hyperion. 634 Jahre nach dem Start der Archen in der Milchstraße kommt die Arche Hyperion im Heleus-Cluster der Andromeda-Galaxie an und kollidiert mit der Geißel. Bei dem Zusammenprall wird die Hyperion beschädigt. Alec Ryder entschließt sich, den Planeten Habitat-7 zu erkunden, um einen sicheren Hafen zu haben. Bei der Erkundung des Planeten und der Aktivierung des Reliktgewölbes, welches ein Konstrukt zum Terraforming ist, findet er seinen Tod. Nach Alecs Tod übernimmt einer von Alecs Kindern den Posten des Pathfinders. Während der eine Zwilling die Aufgaben des Pathfinders übernimmt, verbleibt der andere auf der Krankenstation der Hyperion und liegt im Koma. Die Hyperion steuert anschließend die Nexus an.
Das Pathfinder-Team findet die Nexus in einem unfertigen Zustand und im Energiesparmodus wieder. Die Hyperion dockt am Ankerrad der Nexus an und schickt ein Erkundungsteam an Bord der Station. Dort treffen sie auf Kandros, einen Turianer, der die Miliz der Station leitet. Dieser führt das Team zum Kontrollbereich der Station und erklärt dem Pathfinder-Team die aktuelle Lage der Nexus. Der Direktor der Initiative Jarun Tann lässt Ryder die Chance, sich zu beweisen.
Dafür fliegt Ryder zur nächsten geplanten goldenen Welt, Eos. Mit der Asari Peebee gelingt es Ryder, die Monolithen zu aktivieren, wodurch sich der Zugang in das unterirdisch gelegene Gewölbe öffnet. Ryder beendet die Gewölbe-Abriegelung, die seit Auftauchen der Geißel aktiv war. Am Eingang des Gewölbes findet Ryder eine Hologramm-Karte des Heleus-Cluster. Dort ist ein Planet zu sehen, dessen Gewölbe aktiv zu sein scheint.
An der Oberfläche hat sich die Atmosphäre durch die Reaktivierung des Gewölbes stark verbessert. Nun, da der Planet bewohnbar ist, gründet Ryder den Außenposten Prodromos. Auf der Suche nach dem aktiven Gewölbe begegnet Ryder dem Archon, dem Oberhaupt der Kett in Heleus. Ryder gelingt es, ihm durch die Geißel zu entkommen. Im Anflug auf den Gewölbe-Planeten tauchen plötzlich fremde Schiffe auf. Diese gestatten es Ryder, auf dem Planeten zu landen.
Ryder verlässt das Schiff und wird zu Gouverneurin Paaran Shie gebracht. Sie stellt ihr Volk als die Angara vor.

## Editionen
| Inhalt                                        | Standard | Deluxe | Super Deluxe |
| --------------------------------------------- | -------- | ------ | ------------ |
| Vorbestellungsbonus: Weltraumforscher-Rüstung | ja       | ja     | ja           |
| Vorbestellungsbonus: Multiplayer-Booster-Pack | ja       | ja     | ja           |
| Vorbestellungsbonus: Nomad-Skin               | ja       | ja     | ja           |
| Pathfinder-Freizeitoutfit                     | nein     | ja     | ja           |
| Plünderer-Panzerung                           | nein     | ja     | ja           |
| Pathfinder-Elitewaffen-Set (4)                | nein     | ja     | ja           |
| Haustier „Pyjak“                              | nein     | ja     | ja           |
| Digitaler Soundtrack                          | nein     | ja     | ja           |
| MP Deluxe-Starterpack                         | nein     | ja     | ja           |
| Multiplayer Super Deluxe Booster-Packs        | nein     | nein   | ja           |

## Kritiken
Das Spiel erhielt gemischte Wertungen. Laut GameStar und GamePro entfalte es nicht ganz die Magie der Vorgänger. Die Grafik sehe zwar dank der Frostbite Engine gut aus, bei den Animationen – insbesondere der Gesichter – gebe es aber Schwächen.

„Fazit: »Mass Effect: Andromeda ist ein gigantisches Sci-Fi-Epos und mutiger Serien-Neuanfang, ohne allerdings die Magie der Vorgänger zu erreichen.«“

## Auszeichnungen
- Golden Joystick Awards 2016: Most Wanted Game[14]

### Sachbuch
- The Art of Mass Effect: Andromeda von verschiedenen Autoren, (englisch) Dark Horse Comics, März 2017, ISBN 978-1-5067-0075-5

### Belletristik
- Mass Effect: Andromeda – Der Aufbruch der Nexus von Jason M. Hough und K. C. Alexander, Panini Verlag, April 2017, ISBN 978-3-8332-3358-6
- Mass Effect: Andromeda – Feuertaufe von N. K. Jemisin und Marc Walters, Panini Verlag, November 2017, ISBN 978-3-8332-3521-4
- Mass Effect: Andromeda – Vernichtung von Catherynne M. Valente, Panini Verlag, Februar 2019, ISBN 978-3-8332-3618-1

### Comic
- Mass Effect: Andromeda von John Dombrow und Jeremy Barlow, Panini Verlag, Dezember 2017, ISBN 978-3-7416-0325-9